# Куроедовские Выселки
Куроедовские Выселки — опустевший посёлок в Николаевском районе Ульяновской области. Входит в состав Канадейского сельского поселения. 

## География
Находится на расстоянии примерно 9 километров на восток по прямой от районного центра поселка Николаевка.

## История
В 1913 году в деревне было 73 двора и 430 жителей. В 1990-е годы работало отделение СПК им.Чапаево. В 1996 году еще проживало 4 человека.

## Население
Население составляло 0 человек как в 2002 году (русские 97%), так и по переписи 2010 года.